# Zgłowiączka
Die Zgłowiączka [zɡwɔˈvʲɔnt͡ʃka] ist ein linker Zufluss der Weichsel in Polen. Sie entspringt im Głuszyńskie-See und verläuft in nordöstlicher Richtung über Lubraniec und Brześć Kujawski nach Włocławek, wo sie nach einem Lauf von 79 km in die Weichsel mündet. Ihr Einzugsgebiet wird mit 1495,6 km² angegeben. Der Fluss ist als Kajakrevier bekannt. 